# Osetska vojna cesta
Osetska vojna cesta (rus.: Военно-Осетинская дорога, gruzijski: ოსეთის სამხედრო გზა) je bila cestovna prometnica na Kavkazu koju su sagradile ruske carske vlasti. Cestu se gradilo od 1854. do 1889.
Cesta prolazi dolinama rijeka Rioni i Ardona. Spaja gruzijski Kutaisi s Alagirom u Rusiji. Pri tome prelazi preko hrpta Velikog Kavkaza preko Mamisonskog prijevoja
Ova 270 km duga cesta se danas rijetko koristi. Njenu ulogu je preuzela Transkavkaska magistrala.